# Johannes Fried

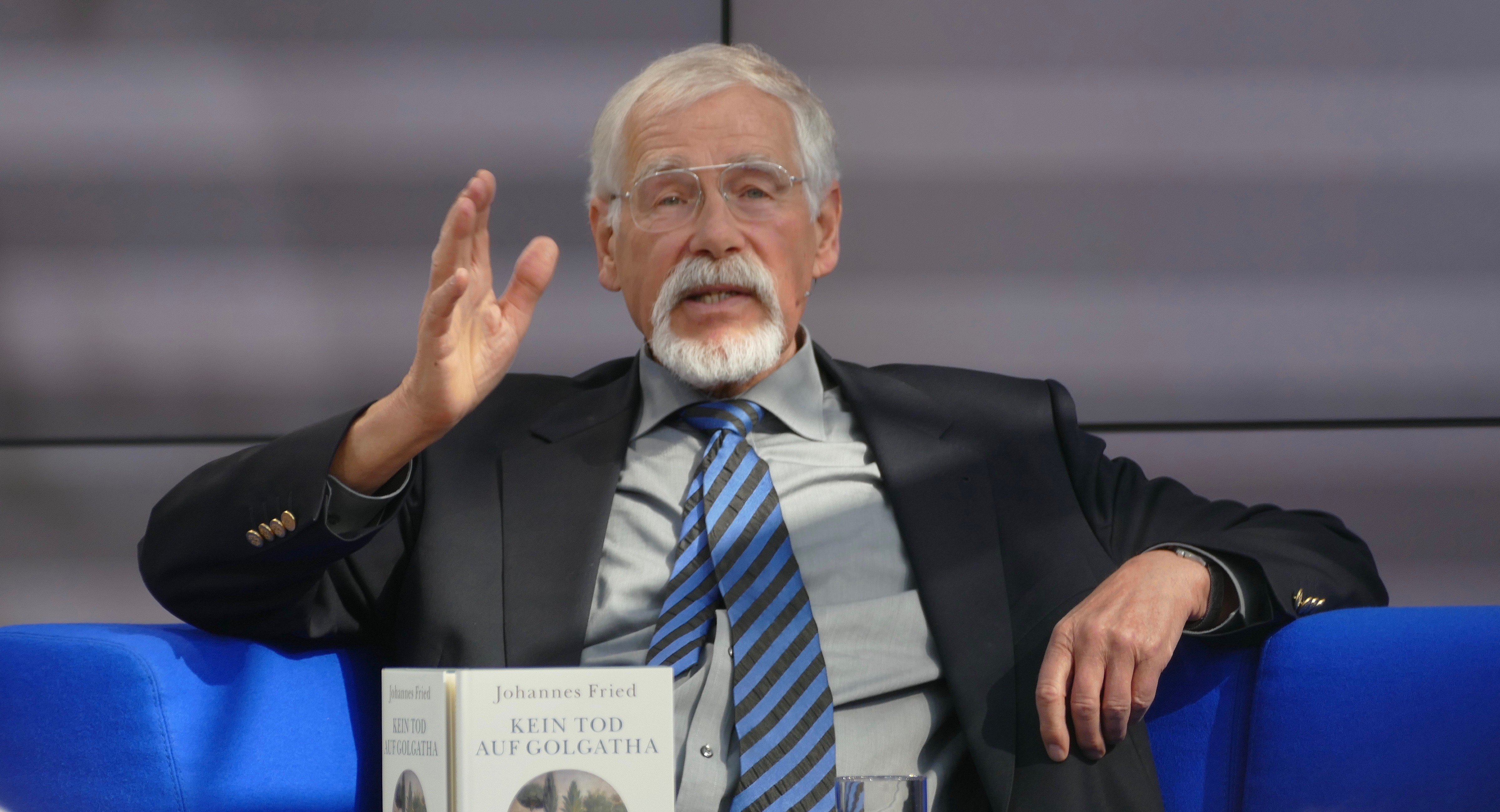
Johannes Fried en la Feria del libro de Leipzig 2019

Johannes Fried (Hamburgo, 23 de mayo de 1942) es un historiador, investigador y catedrático universitario alemán dedicado principalmente al período histórico de la Alta y  Baja Edad Media. Ha sido profesor e investigador para estas materias tanto en la Universidad de Colonia como en la de Fráncfort y se le considera internacionalmente como uno de los medievalistas de más renombre de finales del siglo XX y comienzos del XXI.  Sus trabajos acerca del impacto de las neurociencias en la investigación histórica han tenido especial reconocimiento.
Sus publicaciones han sido bastante difundidas por la prensa generalista, ocasionando a veces controvertidas discusiones, más allá del ámbito puramente académico, debido a que rompen con mitos muy instalados en la cultura. Tal es el caso de su reinterpretación de los acontecimientos del año  1077 en Canossa, que cuestionan radicalmente la historia conocida de la humillación de Canossa. En su libro Kein Tod auf Golgatha. Auf der Suche nach dem überlebenden Jesus, Fried defiende la hipótesis de que Jesús no murió en la cruz. Puesto que, según su investigación, sorbrevivió a la tortura, tampoco hubo resurrección. La asunción de Cristo al cielo, 40 días más tarde, pudo haber sido una necesaria huida de sus perseguidores hacia Jordania y Siria. De acuerdo con su reconstrucción, Jesús habría muerto más tarde, probablemente en el este de Siria entre el año 60 y el 70.

## Biografía
Johannes Fried nació en Hamburgo, ciudad que fue bombardeada y destruida muy poco tiempo después de que cumpliera un año de vida. Su padre, era un pastor evangélico que provenía de Múnich y su madre había nacido en Leipzig. Tras la destrucción de Hamburgo, la familia se trasladó a Heidelberg, donde Johannes Fried creció y asistió a la escuela. A partir de 1964, Fried estudió historia, germanística y ciencias políticas en la Universidad de Heidelberg y obtuvo allí su grado de doctor en 1970 y en 1977 su habilitación. Entre 1980 y 1982 fue profesor de la Universidad de Colonia y a contar de 1982, se desempeñó como profesor de la Universidad Goethe de Fráncfort oficialmente hasta 2009, más tarde como profesor emérito de esa casa de estudios. Entre 1990 y 1991 fue becario del Historisches Kolleg de Múnich. También fue vocero del centro de investigación colaborativa Wissenskultur und gesellschaftlicher Wandel donde entre 1999 y 2009 dirigió varios proyectos de investigación en historia medieval.

## Obras (selección)
- (2007)  Zu Gast im Mittelalter [De visita en la Edad Media]
- (2008) Das Mittelalter. Geschichte und Kultur [La Edad Media. Historia y cultura]
- (2011) Die Welt des Mittelalters. Erinnerungsorte eines Jahrtausends  [El mundo de la Edad Media. Sitios de memoria de un milenio]
- (2013) Karl der Große. Gewalt und Glaube. Eine Biographie  [Carlomagno. Poderío y fe. Una Biografía]*
- (2019) Kein Tod auf Golgatha. Auf der Suche nach dem überlebenden Jesus [No hubo muerte en el calvario. En la búsqueda del Jesús sobreviviente]

## Premios
- 1995: Premio del Historisches Kolleg[9]
- 2006  Premio Sigmund Freud de Prosa Académica[10]
- 2008 Doctor honoris causa de la Universidad Técnica de Aquisgrán, Facultad de Filosofía.
- 2015 Medalla Carl-Friedrich-Gauß-Medaille por „su trabajo pionero en la transformación de la memoria humana y su impacto en fuentes históricas.“.[1]

## Membresías y reconocimientos
Sus trabajos de investigación en diversas áreas de la historia y las ciencias sociales le han significado un notable reconocimiento académico internacional y su aceptación como miembro de muchas asociaciones y agrupaciones científicas del mundo. Fue miembro de la dirección central del Monumenta Germaniae Historica (1989), miembro del Grupo de Trabajo de Constanza sobre Historia Medieval (1983), miembro de la Comisión Histórica de Fráncfort (Frankfurter Historischen Kommission), miembro de la Comisión para la Investigación de la Historia de los Judíos de Fráncfort (1993), Visiting Fellow del Institute for Advanced Study Princeton, miembro corresponsal de la Academia Austríaca de Ciencias (1997), miembro corresponsal de la Academia de Ciencias de Gotinga (1997), miembro ordinario de la Academia de Ciencias y Literatura de Maguncia (Akademie der Wissenschaften und der Literatur Mainz) (1997)[76], Miembro de la Comisión Histórica en la Academia de Ciencias de Baviera (1986), miembro corresponsal del «Centrum medievistických studií» de la Academia de Ciencias de la República Checa (2001), miembro del consejo científico de la Historische Zeitschrift (1990) y miembro honorífico de la Academia de Ciencias de Hungría en Budapest. Entre 1996 y 2000 fue presidente de la Asociación de Historiadores e Historiadoras de Alemania y desde 2001 hasta 2013 fue presidente de la Deutsche Kommission für die Bearbeitung der Regesta Imperii en la Academia de Ciencias y Literatura de Maguncia. 
Además, entre 1998 y 2005  fungió como presidente de la asociación de sostenedores del Centro Alemán de Estudios en Venecia. 
Notable es también su trabajo como redactor y editor de revistas especializadas. Desde 1990, Fried es coeditor de la Historische Zeitschrift, la revista especializada de historia más importante en idioma alemán y a contar de 1994, en conjunto con Rudolf Schieffer, fue editor del Deutsches Archiv für Erforschung des Mittelalters (Archivo Alemán de Investigación de la Época Medieval) hasta la aparición del número 68/2 (2012), esta última, también una revista especializada de renombre entre los medievalistas de los países de habla germana.